# گرداب پیازی
گرداب پیازی، روستایی از توابع بخش ماهورمیلانی شهرستان ممسنی در استان فارس ایران است.

## جمعیت
این روستا در دهستان میشان قرار دارد و براساس سرشماری مرکز آمار ایران در سال ۱۳۸۵، جمعیت آن ۷۰ نفر (۱۳خانوار) بوده‌است.